# Meliboeus nigripennis
Meliboeus nigripennis es una especie de escarabajo del género Meliboeus, familia Buprestidae. Fue descrita científicamente por Deyrolle en 1864.